# RKV FC Sithoc
O RKVFC Sithoc é um clube de futebol da cidade de Mahuma, Curaçau.